# Herrarnas 90 kg i tyngdlyftning vid olympiska sommarspelen 1980
Herrarnas tyngdlyftning i 90-kilosklassen vid olympiska sommarspelen 1980 hölls den 27 juli 1980 i Izmailovo Sports Palace i Moskva.

## Tävlingsformat
Varje tyngdlyftare får tre försök i ryck och stöt. Deras bästa lyft i de båda kombineras till ett totalt resultat. Om någon tävlande misslyckas att få ett godkänt lyft, så blir de utslagna. Ifall två tyngdlyftare hamnar på samma resultat, är idrottaren med lägre kroppsvikt vinnare.

## Resultat
| Plats | Idrottare                 | Kroppsvikt | Ryck (kg) | Ryck (kg) | Ryck (kg) | Ryck (kg) | Stöt (kg) | Stöt (kg) | Stöt (kg) | Stöt (kg) | Totalt |
| Plats | Idrottare                 | Kroppsvikt | 1         | 2         | 3         | Resultat  | 1         | 2         | 3         | Resultat  | Totalt |
| ----- | ------------------------- | ---------- | --------- | --------- | --------- | --------- | --------- | --------- | --------- | --------- | ------ |
| 1     | Péter Baczakó (HUN)       | 89,10      | 162,5     | 167,5     | 170       | 170       | 202,5     | 207,5     | 210       | 207,5     | 377,5  |
| 2     | Rumen Aleksandrov (BUL)   | 89,40      | 165       | 165       | 170       | 170       | 205       | 210       | 210       | 205       | 375    |
| 3     | Frank Mantek (GDR)        | 88,75      | 160       | 165       | 167,5     | 165       | 200       | 205       | 205       | 205       | 370    |
| 4     | Dalibor Řehák (TCH)       | 89,50      | 165       | 170       | 170       | 165       | 195       | 200       | 200       | 200       | 365    |
| 5     | Witold Walo (POL)         | 88,30      | 160       | 160       | 165       | 160       | 200       | 205       | 205       | 200       | 360    |
| 6     | Lubomír Sršeň (TCH)       | 89,40      | 160       | 160       | 165       | 160       | 197,5     | 207,5     | 207,5     | 197,5     | 357,5  |
| 7     | Vasile Groapă (ROU)       | 89,25      | 155       | 155       | 160       | 160       | 195       | 200       | 200       | 195       | 355    |
| 8     | Nikos Iliadis (GRE)       | 88,20      | 150       | 150       | 155       | 150       | 180       | 190       | 195       | 195       | 345    |
| 9     | Gary Langford (GBR)       | 89,05      | 150       | 157,5     | 157,5     | 150       | 180       | 180       | 192,5     | 180       | 330    |
| 10    | Norberto Oberburger (ITA) | 89,30      | 147,5     | 147,5     | 152,5     | 147,5     | 167,5     | 172,5     | 172,5     | 167,5     | 315    |
| 11    | Luis Rosito (GUA)         | 88,15      | 132,5     | 132,5     | 137,5     | 132,5     | 170       | 175       | 182,5     | 175       | 307,5  |
| 12    | Víctor Ruiz (MEX)         | 85,00      | 135       | 140       | 140       | 135       | 165       | 165       | 172,5     | 165       | 300    |
| 13    | Guðmundur Helgason (ISL)  | 86,25      | 135       | 135       | 140       | 135       | 160       | 165       | 165       | 160       | 295    |
| -     | Ferenc Antalovics (HUN)   | 89,35      | 157,5     | 162,5     | 165       | 165       | 197,5     | 197,5     | 197,5     | -         | DNF    |
| -     | Luigi Fratangelo (AUS)    | 89,30      | 137,5     | 142,5     | 142,5     | 142,5     | 172,5     | 172,5     | 172,5     | -         | DNF    |
| -     | David Rigert (URS)        | 89,10      | 170       | 170       | 170       | -         | -         | -         | -         | -         | DNF    |
| -     | Hugo De Grauwe (BEL)      | 89,60      | 140       | 140       | 140       | -         | -         | -         | -         | -         | DNF    |
| -     | Sann Myint (MYA)          | 89,70      | 125       | 125       | 125       | -         | -         | -         | -         | -         | DNF    |